# Droga wojewódzka 325
Die Droga wojewódzka 325 (DW 325) ist eine 24 Kilometer lange Droga wojewódzka (Woiwodschaftsstraße) in der polnischen Woiwodschaft Lebus, die Tarnów Jezierny mit Różanówka verbindet. Die Strecke liegt im Powiat Wschowski und im Powiat Nowosolski.

## Streckenverlauf
Woiwodschaft Lebus, Powiat Wschowski
-  Tarnów Jezierny (Polnisch Tarnau) (DW 318)

Woiwodschaft Lebus, Powiat Nowosolski
- Borowiec (Hohenborau)
-  Siedlisko (Carolath) (DW 321, DW 326)
- Dębianka (Eichenkranz)
-  Różanówka (Rosenthal) (DW 321)